# Kacorlak
Kacorlak község Zala vármegyében, a Nagykanizsai járásban, a Zalai-dombságban, az Egerszeg–Letenyei-dombság területén. A településen polgárőrség működik.

## Fekvése
Nagykanizsa északi vonzáskörzetében fekszik, a várostól mintegy 10 kilométerre északra, a Principális-csatorna nyugati oldalán. Belterületén csak a 7531-es út halad végig, amely Magyarszerdahely Újnéppuszta településrészét és Pölöskefőt (az Újudvar-Magyarszentmiklós közti 7528-as és a Gelse-Zalaszentbalázs közti 7529-es utakat) köti össze. Az út déli végpontjától, Újnéppusztától mintegy másfél, Pölöskefőtől kicsit kevesebb, mint három kilométerre helyezkedik el.

## Története
Kacorlak első írásos említése 1314-ből való Lok néven. A 15. századtól viseli a megkülönböztető Kacor nevet az itteni birtokos család neve után. Az egykori nagy környékbeli erdők nevét földrajzi nevek őrzik a mai napig. A 19. században itt élt koltai Koltay László (1805-1856), birtokos és neje tubolyszeghi Tuboly Terézia úrnő.

## Közélete

### Polgármesterei
- 1990–1994: Takács László (független)[5]
- 1994–1998: Takács László (független)[6]
- 1998–2000: Takács László (független)[7]
- 2001–2002: Magyar Zsolt (független)[8][9]
- 2002–2006: Magyar Zsolt (független)[10]
- 2006–2010: Magyar Zsolt (független)[11]
- 2010–2014: Nagy Ervin (független)[12]
- 2014–2019: Nagy Ervin (független)[13]
- 2019–2024: Nagy Ervin (független)[14]
- 2024– : Dénes Zoltán Tamás (független)[1]

A településen 2001. január 21-én időközi polgármester-választást tartottak, az előző polgármester lemondása miatt.

## Népesség
A település népességének változása:
| Lakosok száma | 197  | 202  | 212  | 164  | 183  | 182  | 180  |
|               | 2013 | 2014 | 2015 | 2021 | 2022 | 2023 | 2024 |

A 2011-es népszámlálás idején a nemzetiségi megoszlás a következő volt: magyar 99,5%. A lakosok 86,5%-a római katolikusnak, 2,5% reformátusnak, 1,5% evangélikusnak, 4,5% felekezeten kívülinek vallotta magát (4% nem nyilatkozott).
2022-ben a lakosság 92,9%-a vallotta magát magyarnak, 0,5% cigánynak, 2,2% egyéb, nem hazai nemzetiségűnek (7,1% nem nyilatkozott; a kettős identitások miatt a végösszeg nagyobb lehet 100%-nál). Vallásuk szerint 58,5% volt római katolikus, 1,1% református, 0,5% egyéb katolikus, 10,9% felekezeten kívüli (29% nem válaszolt).

## Nevezetességei
Műemlék jellegű római katolikus templom
A falu első temploma 1875-ben építették. Elődjét, amelyet 1740 körül emeltek, fából készült tetővel és kórussal rendelkezett, és Szent Anna tiszteletére szentelték. Ez az épület 1778-ban már életveszélyesnek minősült. A jelenlegi, kisméretű templom szentélye szeletelt, félköríves kialakítású, északi oldalán keskeny ablakkal – ez utóbbi a sekrestye építésével egy időben keletkezett. A homlokzathoz sisakos torony csatlakozik. A templomot Szűz Mária tiszteletére szentelték fel, melyhez kapcsolódóan a helyiek szeptember elején tartják a Mária-napi búcsút.
Zsúpfedeles népi lakóházak
Manapság már nagyon kevés hasonló épület található a zalai falvakban. Ezek a házak lehetőséget biztosítanak a régi falusi élet iránt érdeklődők számára, hogy eredeti valójában lássanak egy paraszti portát, és ezáltal felidézhessék a 20. század eleji paraszti életmódot. A két lakóház a 19. századi paraszti építkezés jellegzetes emléke: zsúpfedeles, csonkakontyos, fűrészelt deszkaoromzatú népi lakóházak beugró tornáccal. Az egyik ház szépen felújított állapotban várja a látogatókat, míg a másik felújításra szorul. Fontos megjegyezni, hogy mindkét népi ház csak hétvégiház-funkciókat lát el, és nem lakják őket állandó jelleggel. Az önkormányzat szándéka, hogy az egyik házat visszavásárolja a tulajdonostól, és állandó helytörténeti kiállítást rendezzen be benne. Ezzel szeretnék vonzani a faluba látogató turistákat, akik kézbe is vehetnék az itt kiállított tárgyakat.